# 서현숙 (치어리더)
서현숙(1994년 4월 22일 ~ )은 대한민국의 치어리더이다. GS칼텍스 서울 KIXX, 아산 우리은행 위비, 두산 베어스, FC 서울, 고양 오리온 오리온스, 안양 한라 등등에서 치어리더로 활동했다.

## 경력
- 2015년 ~ 현재: GS칼텍스 서울 KIXX 응원단 치어리더
- 2015년 ~ 현재: 아산 우리은행 위비 응원단 치어리더
- 2016년 ~ 현재: 두산 베어스 응원단 치어리더
- 2016년 ~ 현재: FC 서울 응원단 치어리더
- 2017년 ~ 현재: 고양 오리온 오리온스 응원단 치어리더
- 2017년 ~ 현재: 안양 한라 응원단 치어리더